# Desportos de disco
Desportos de disco são desportos jogados com discos, muitas vezes chamados pelo nome da marca registada frisbee. O ultimate e o disc golf são os principais desportos desta categoria.

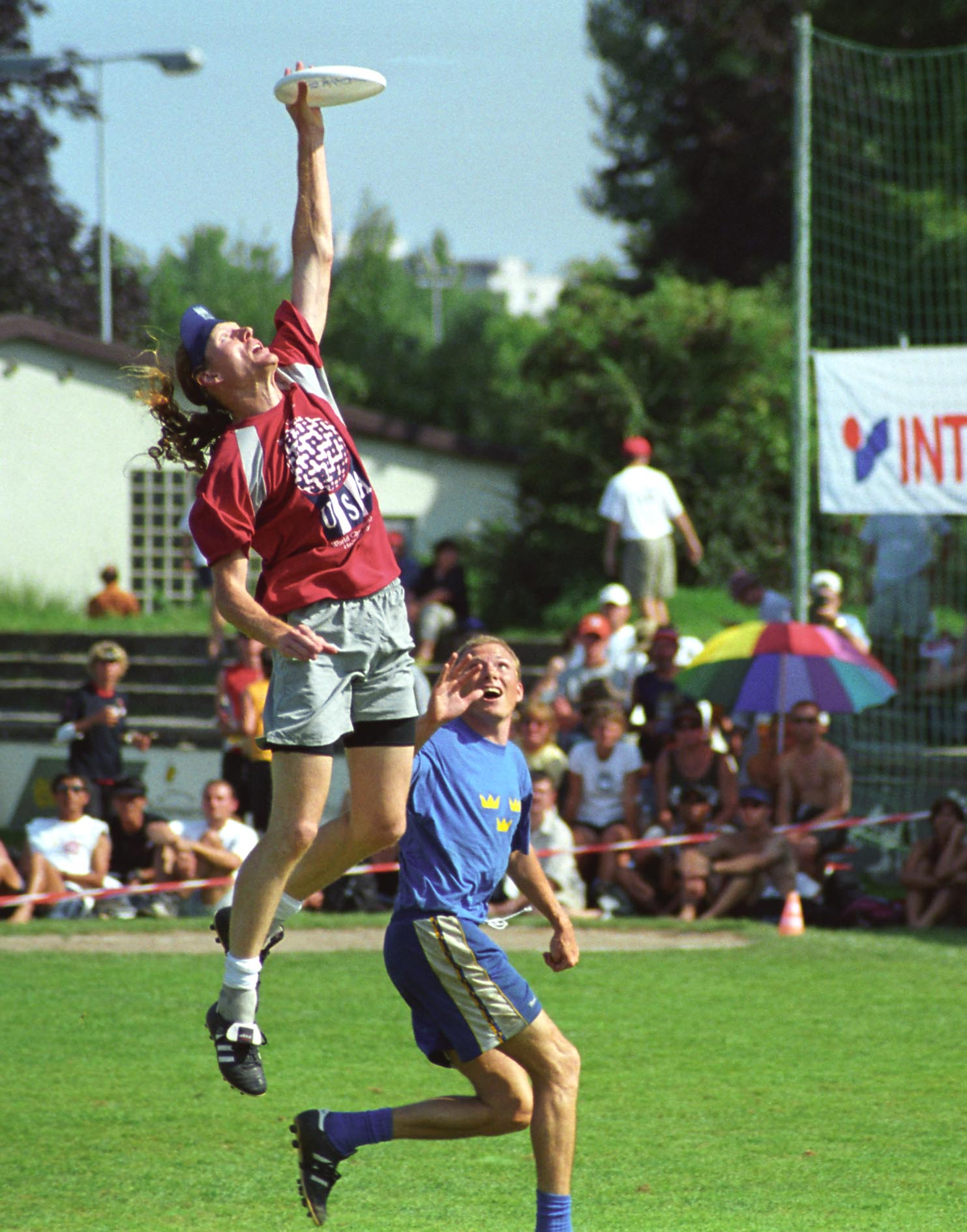
Um jogo de ultimate semiprofissional na América do Norte

## História
O disco foi desenvolvido em 1948 por Walter Morrison. A 23 de janeiro de 1957, a Wham-O comprou os direitos da invenção, lançando-a mais tarde sob o nome de marca registada Frisbee.
Embora existam registos de jogos que envolvam o apanhar de discos como passatempo desde dos início do século XIX, os desportos de disco começaram-se a desenvolver no final da década de 1960. À medida que diversos jovens se alienavam das normas sociais, procuravam atividades recreativas alternativas, incluindo lançamentos de frisbees.  O que começou com alguns jogadores nos anos sessenta, como Victor Malafronte, Z. Weyand e Ken Westerfield a experimentar novas formas de lançar e apanhar discos, ficaria mais mais tarde conhecido como frisbee freestyle. Os desportos de disco organizados começaram na década de 1970 com esforços promocionais da Wham-O e a canadiana Irwin Toy. Estes tomaram a forma de torneios nacionais e demonstrações de frisbee em universidades, feiras e eventos desportivos. Desportos de disco como freestyle, campo de duplo disco, guts, ultimate e disc golf tornaram-se os primeiros eventos deste desporto. Dois desportos, o ultimate e o disc golf, são muito populares por todo o mundo e estão agora a ser jogados semiprofissionalmente.   A World Flying Disc Federation, a Professional Disc Golf Association e a Freestyle Players Association são as organizações oficiais que governam os desportos de disco mundialmente.

## Ultimate

Campo de ultimate

O ultimate (também chamado ultimate frisbee) é um desporto de esquipa competitivo sem contacto. O objetivo do jogo é marcar pontos passando um disco para um membro da equipa que se encontre na zona final (endzone) da equipa adversária. Os jogadores não se podem movimentar pelo campo enquanto seguram o disco. O disco pode ser apanhado com mão ou ambas as mãos na borda ou com as mãos simultaneamente na parte superior e inferior. Ao pegar com uma mão no exterior, deve-se sempre ter o cuidado na forma como se colocam as mãos e certificar-se que se pega no disco no lado correto, de acordo com o sentido de rotação do mesmo. Um lado tende a girar para fora da mão, enquanto o outro lado gira para a mesma, tornando esta última uma pega mais segura. Muitos jogadores evitam este problema apanhando, sempre que possível, o disco com as duas mãos. Os lançamentos mais populares usados em um jogo de ultimate são o backhand, o sidearm ou forehand, o hammer e o scoober. É vantajoso ter jogadores capazes de lançar com várias técnicas diferentes, assim como terem a capacidade de passar o disco antes que a defesa tenha a chance de se reposicionar. Alguns jogadores usam uma prática de lançamento e captura de freestyle para ajudar a melhorar as suas habilidades de handler. O jogo foi inventado em 1968 como um passatempo noturno por Jared Kass. O ultimate distingue-se doutros desportos pelo espírito do jogo - uma série de princípios do fairplay e desportivismo e pela alegria de jogar.

## Disc golf

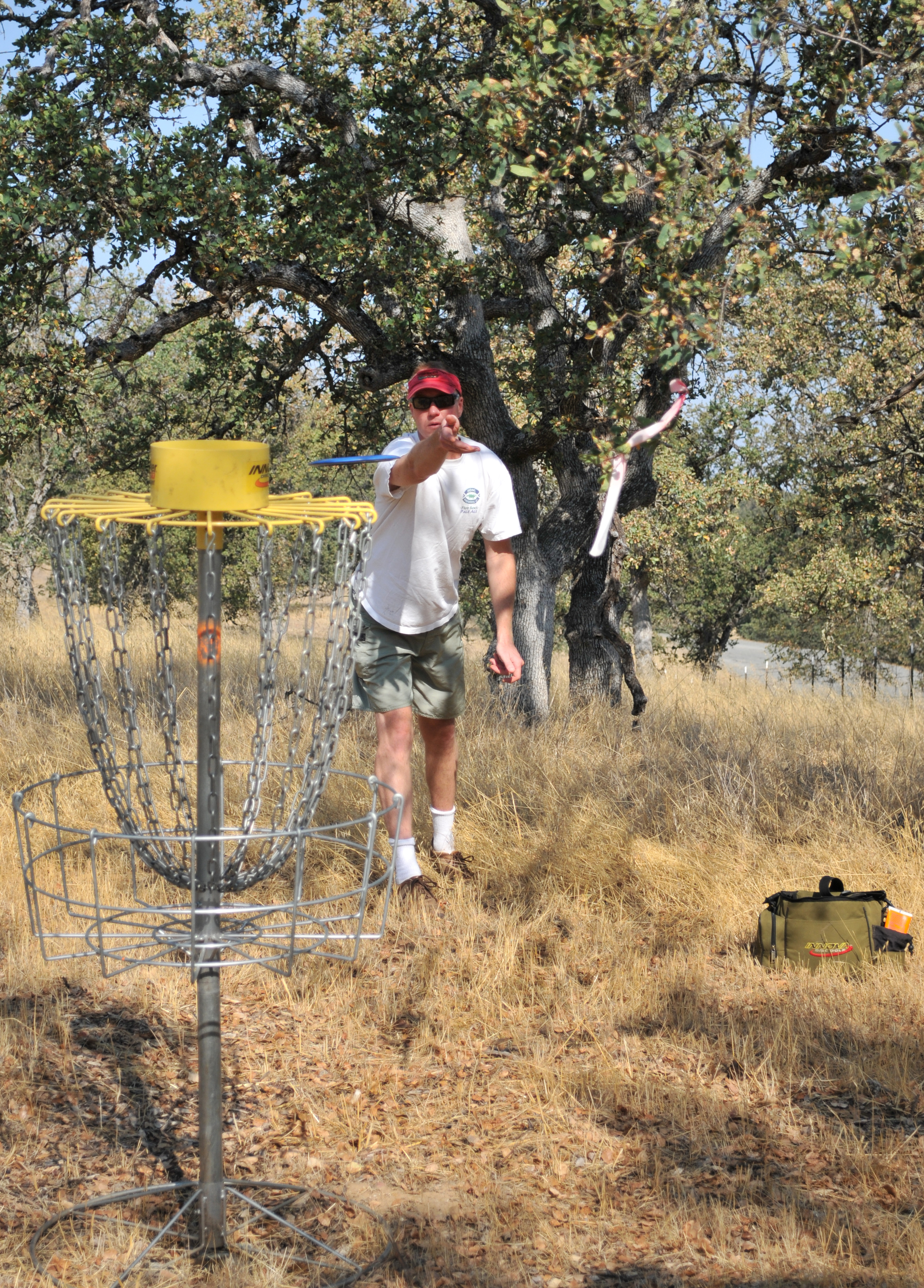
Um buraco padrão de disc golf, criado por Ed Headrick.

O disc golf é um jogo baseado nas regras do golfe. Este usa discos de menor dimensão e mais densos do que os de ultimate. Os discos são lançados em direção a um alvo, que serve de “buraco”. Os alvos oficiais são cestos de metal com correntes penduradas para prender os discos. Em 2016, o PDGA cortou os laços com a WFDF, não sendo claro é o principal impulsionador do crescimento a nível global.